# Sartrouville
Sartrouville là một xã trong vùng đô thị Paris, thuộc tỉnh Yvelines, vùng hành chính Île-de-France của nước Pháp, có dân số là 50.219 người (thời điểm 1999).

## Những người con của thành phố
- Angélique Ionatos, nữ ca sĩ, nhà soạn nhạc
- Nicolas Le Riche, nghệ sĩ múa ballet